# 博阿竞技俱乐部
博阿竞技俱乐部，是巴西东南部米纳斯吉拉斯州韦日尼亚市的一个足球俱乐部，成立于1947年4月30日。